# Lista de vencedoras do Miss USA
Relação detalhada de vencedoras do concurso Miss USA, ano a ano. Sete vencedoras do Miss USA venceram o concurso Miss Universo e estão destacadas em róseo. Desde 1967, a segunda colocada é selecionada para assumir o título de Miss USA em caso de vitória da primeira colocada nacional na disputa internacional:

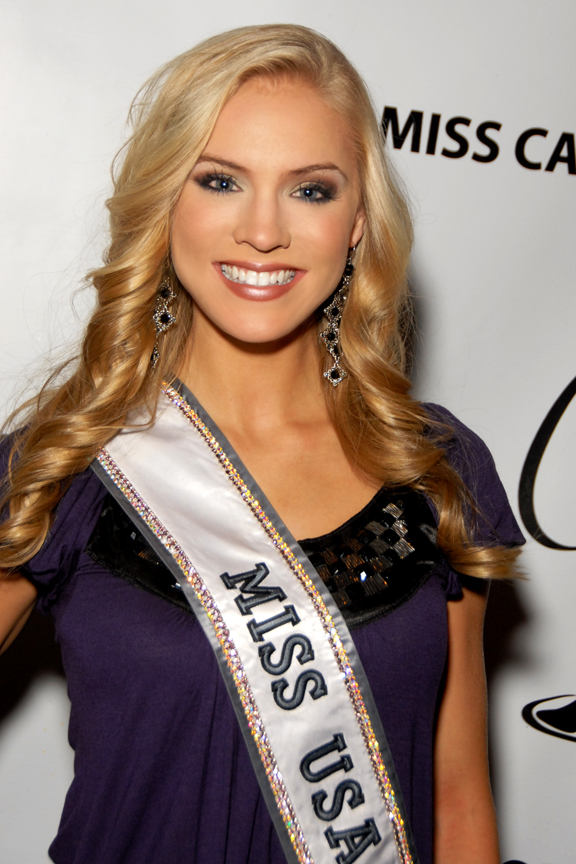
Kristen Dalton, Miss USA 2009

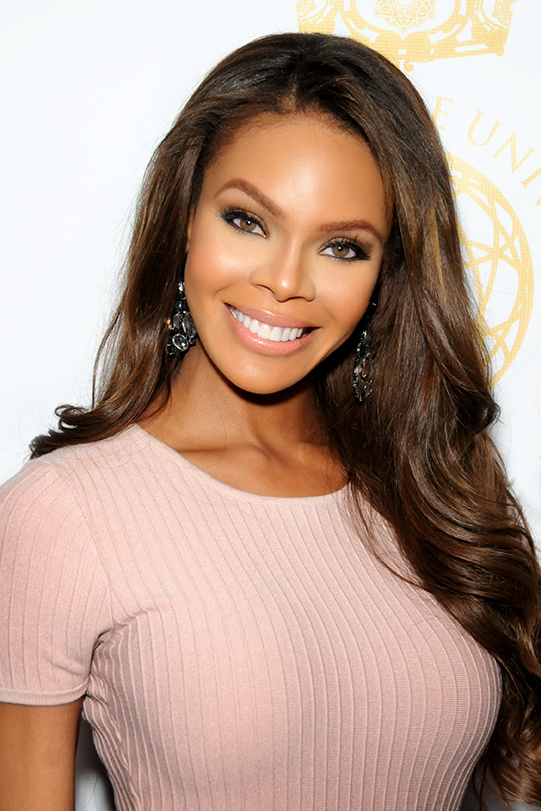
Crystle Stewart, Miss USA 2008

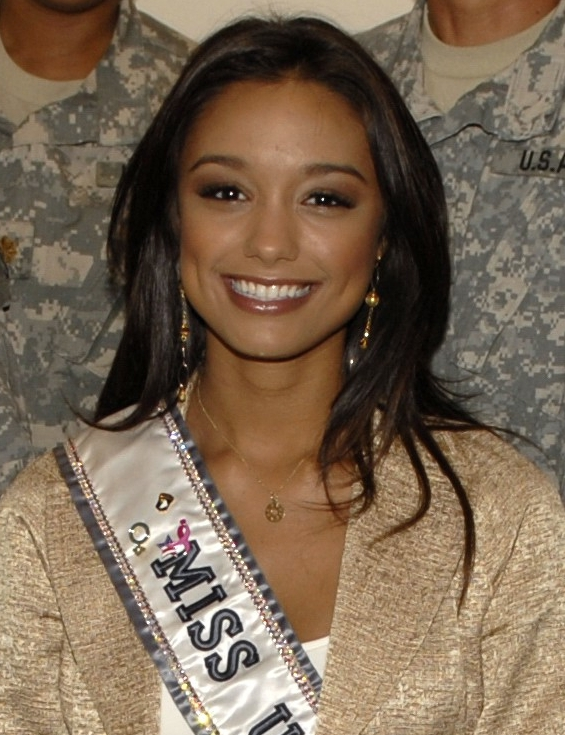
Rachel Smith, Miss USA 2007

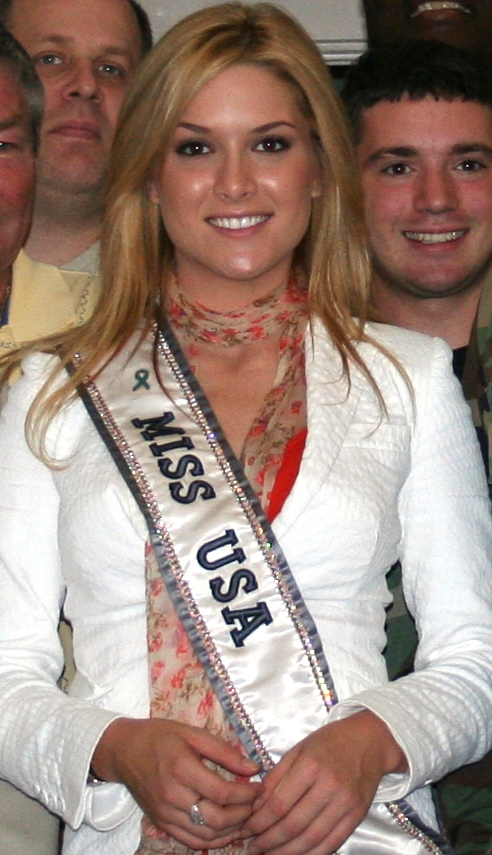
Tara Conner, Miss USA 2006

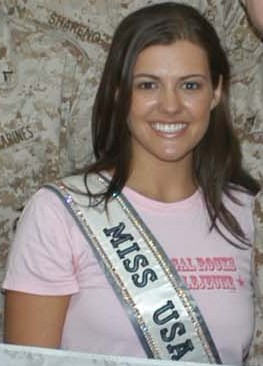
Chelsea Cooley, Miss USA 2005

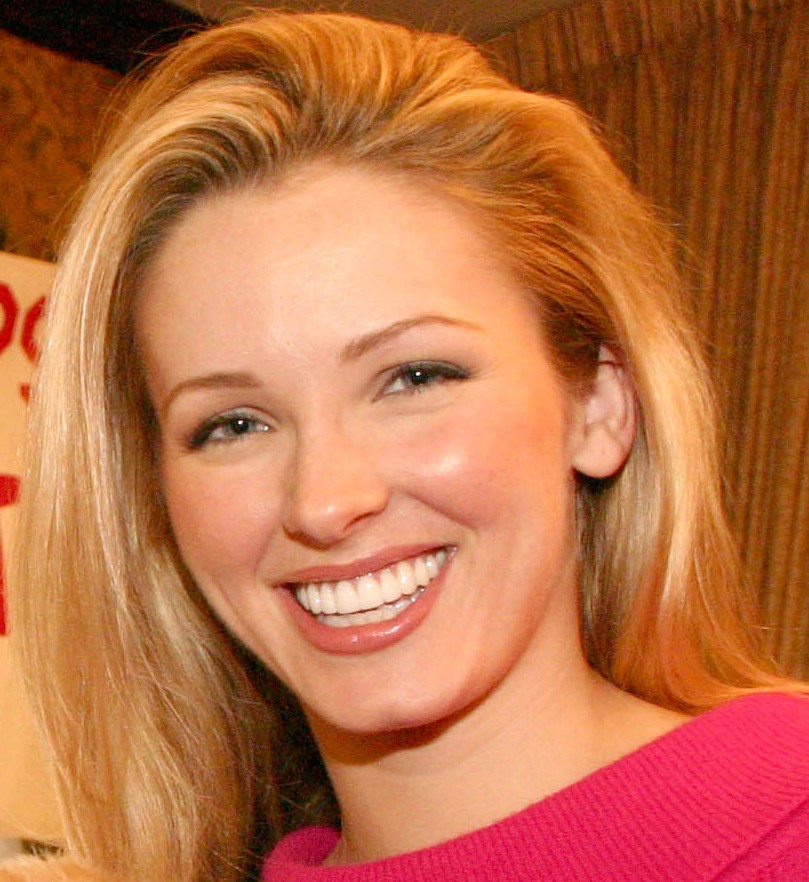
Shandi Finnessey, Miss USA 2004

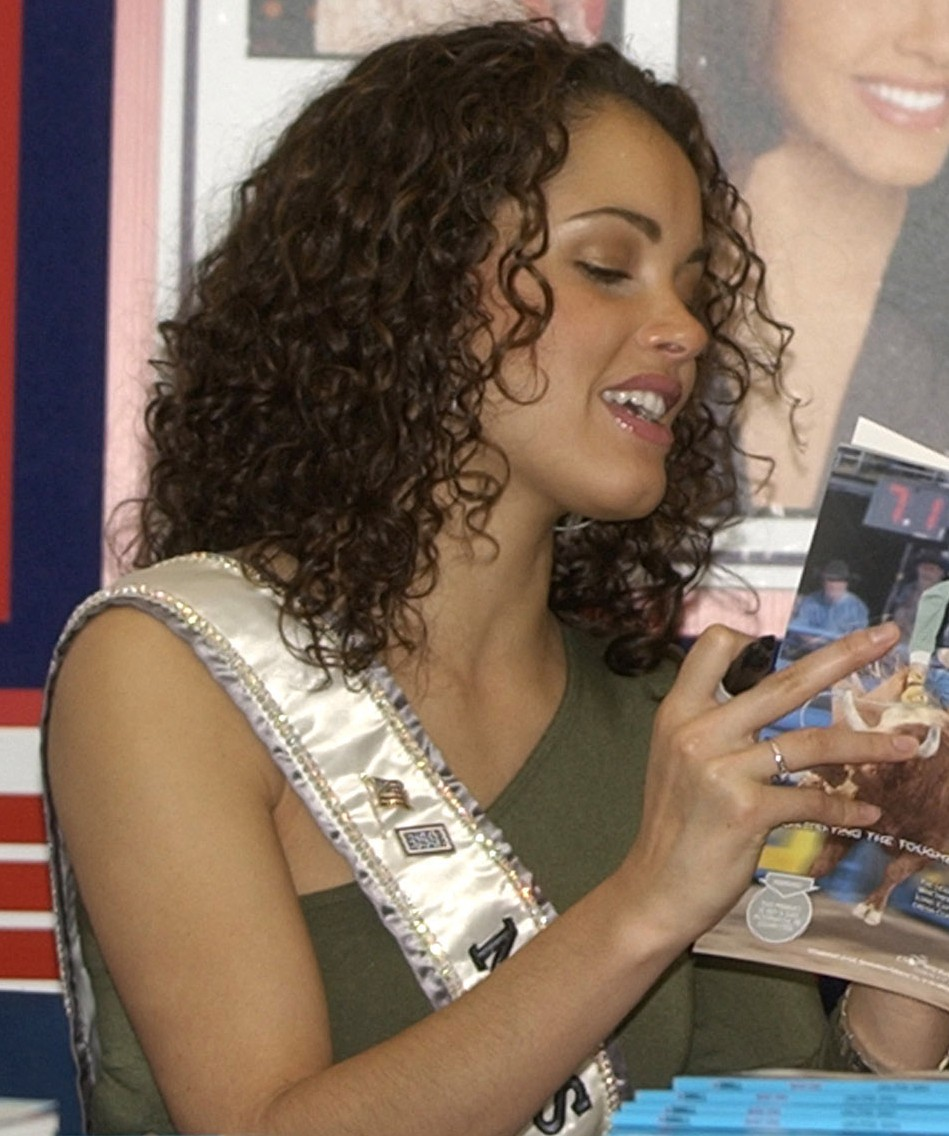
Susie Castillo, Miss USA 2003

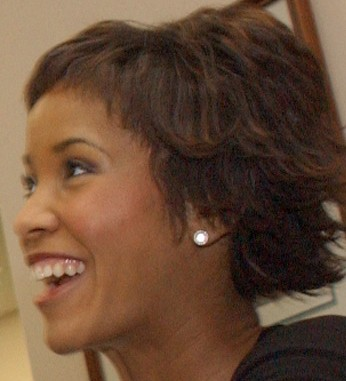
Shauntay Hinton, Miss USA 2002

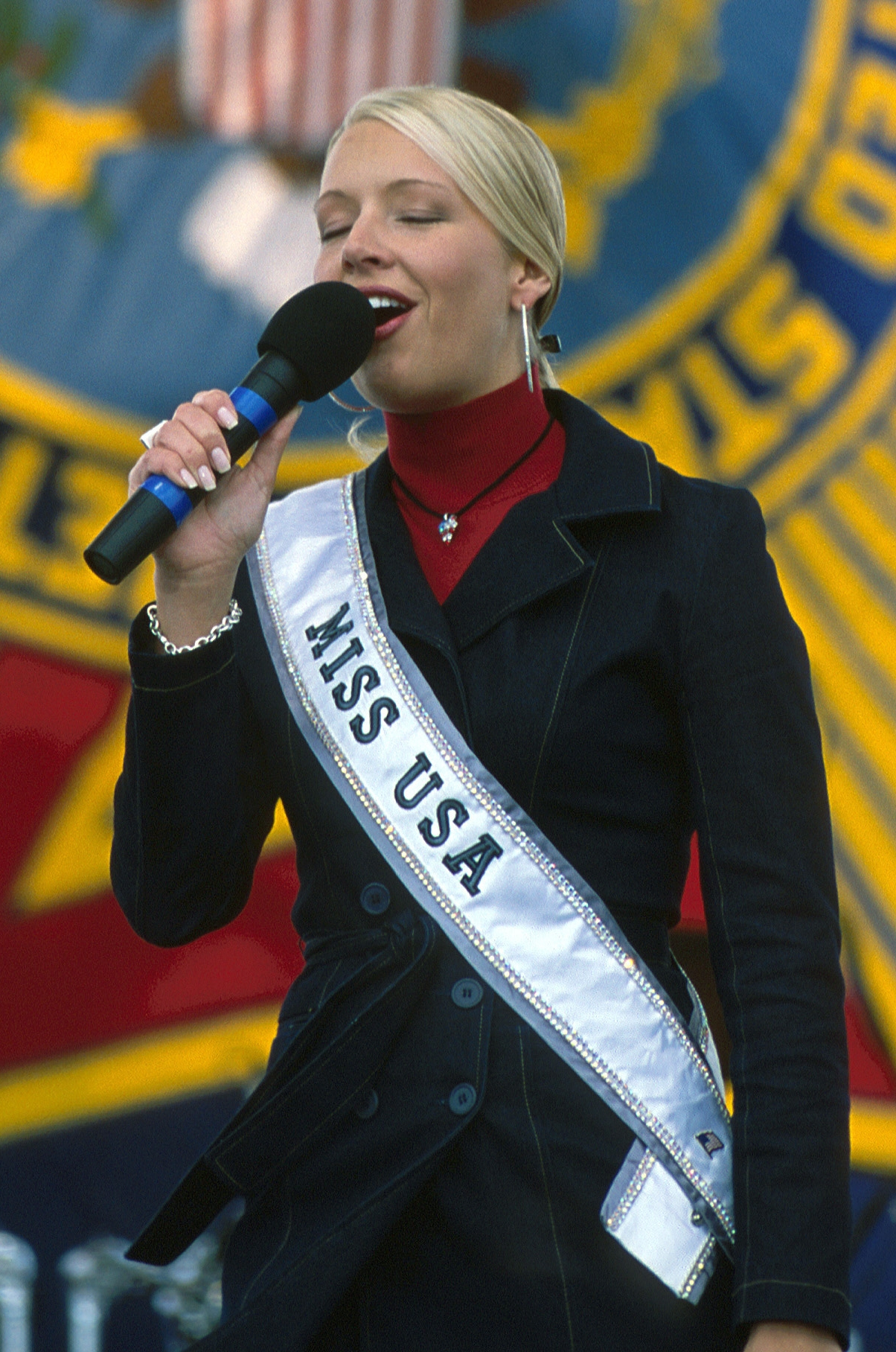
Kandace Krueger, Miss USA 2001

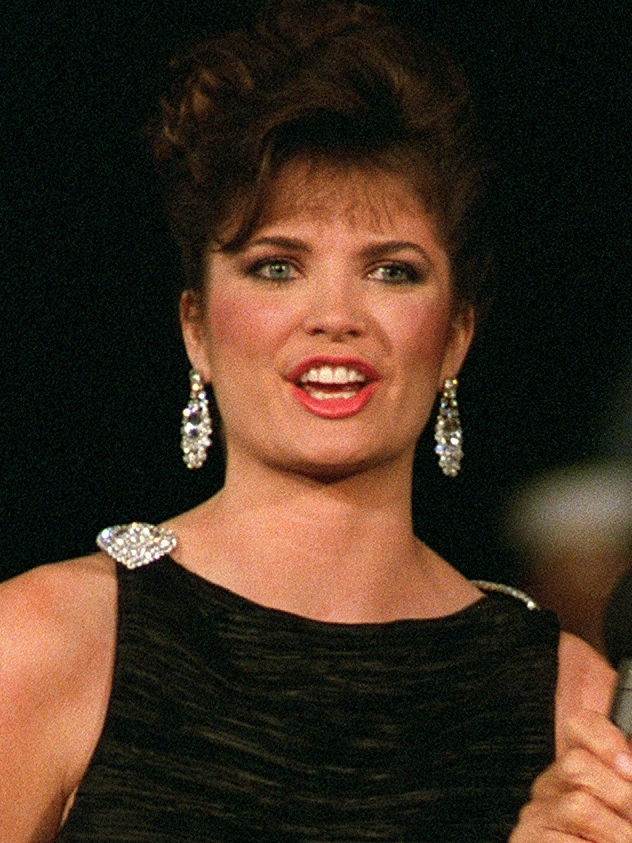
Michelle Royer, Miss USA 1987

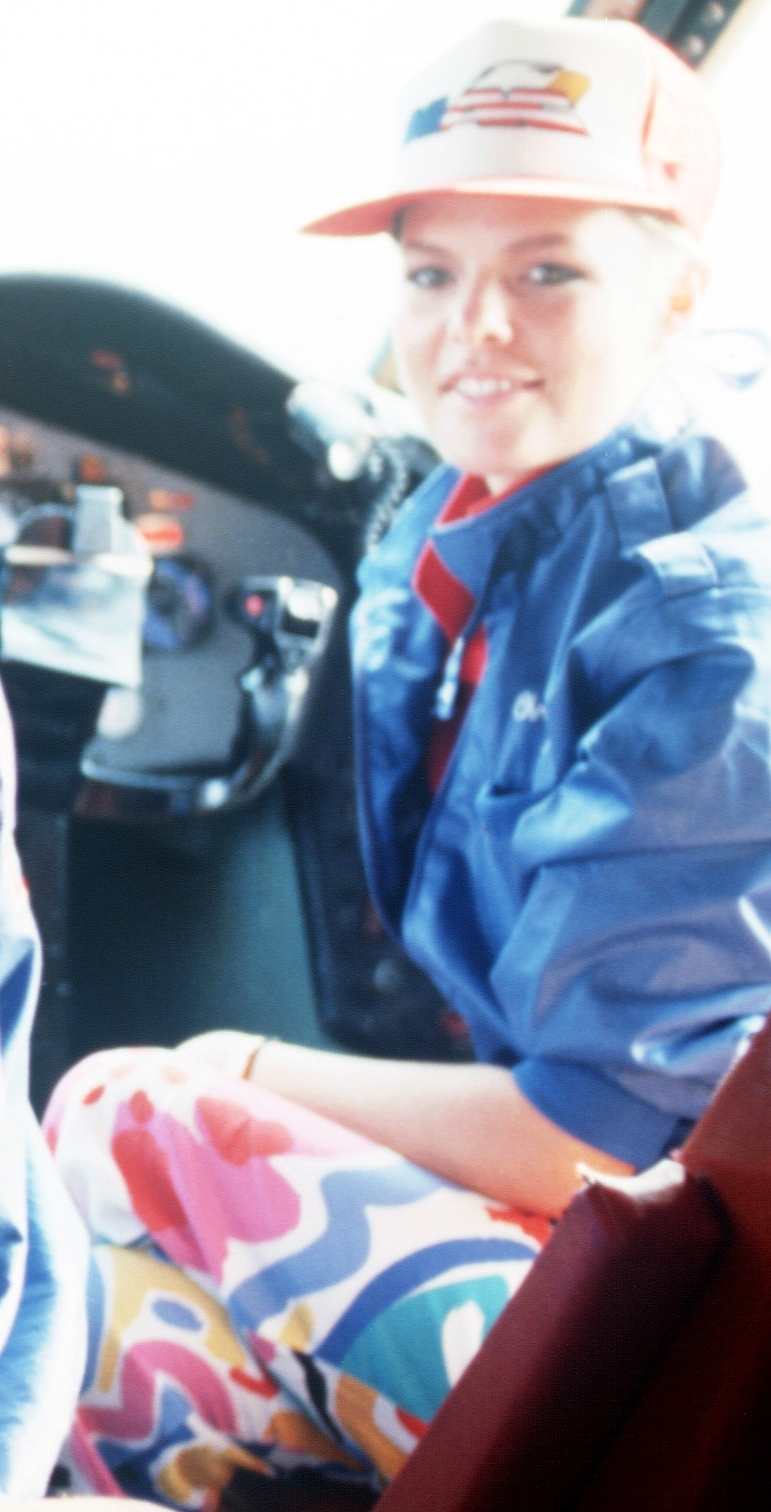
Christy Fichtner, Miss USA 1986

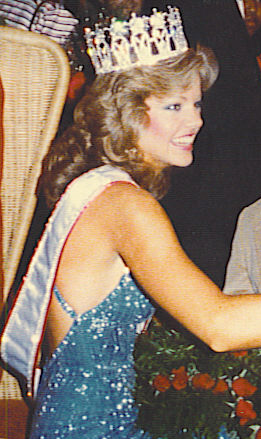
Julie Hayek, Miss USA 1983

| Ano  | Miss EUA               | Estado               | Cidade                  | Idade | Altura (pés/metros) | No Miss Universo       | Notas |
| ---- | ---------------------- | -------------------- | ----------------------- | ----- | ------------------- | ---------------------- | --- |
| 1952 | Jackie Loughery        | Nova York            | Brooklyn                | 21    | 5'4"/1,62           | Semifinalista (Top 10) | |
| 1953 | Myrna Hansen           | Illinois             | Chicago                 | 17    | 5'7"/1,70           | 2º Lugar               | |
| 1954 | Miriam Stevenson       | Carolina do Sul      | Winnsboro               | 21    | 5'6"/1,71           | Miss Universo 1954     | |
| 1955 | Carlene King Johnson † | Vermont              | Rutland                 | 22    | 5'8"/1,77           | Semifinalista (Top 15) | Morreu aos 35 anos devido a complicações de diabetes |
| 1956 | Carol Morris           | Iowa                 | Ottumwa                 | 20    | 5'7"/1,74           | Miss Universo 1956     | |
| 1957 | Mary Leona Gage †      | Maryland             | Glen Burnie             | 18    | 5'9"/1,80           | Desclassificada        | Gage foi desclassificada durante a competição quando descobriu-se que era casada. Morreu aos 71 anos de insuficiência cardíaca                                                                               |
| 1957 | Charlotte Sheffield    | Utah                 | Salt Lake City          | 20    | 5'7"/1,74           |                        | Sucedeu Mary Leona Gage como Miss USA 1957 após a sua destituição por estar casada |
| 1958 | Eurlyne Howell         | Louisiana            | Bossier City            | 18    | 5'6"/1,71           | 4º Lugar               | |
| 1959 | Terry Hudington        | Califórnia           | Mount Shasta            | 19    | 5'6"/1,71           | 3º Lugar               | |
| 1960 | Linda Bement           | Utah                 | Salt Lake City          | 18    | 5'6"/1,71           | Miss Universo 1960     | |
| 1961 | Sharon Brown           | Louisiana            | Minden                  | 18    | 5'7"/1,74           | 5º Lugar               | |
| 1962 | Macel Leilani Wilson   | Havaí                | Honolulu                | 18    | 5'7"/1,70           | Semifinalista (Top 15) | |
| 1963 | Marite Ozers           | Illinois             | Chicago                 | 19    | 5'6"/1,68           | Semifinalista (Top 15) | |
| 1964 | Bobbie Johnson         | Distrito de Columbia | Alexandria, Virgínia    | 19    | 5'8"/1,73           | Semifinalista (Top 15) | |
| 1965 | Sue Ann Downey         | Ohio                 | Columbus                | 20    | 5'8"/1,73           | 3º Lugar               | |
| 1966 | Maria Remenyi          | Califórnia           | El Cerrito              | 20    | 5'6"/1,68           | Semifinalista (Top 15) | |
| 1967 | Sylvia Hitchcock       | Alabama              | Miami                   | 21    | 5,7"/1,74           | Miss Universo 1967     | |
| 1967 | Cheryl Patton          | Flórida              | North Miami             | 18    | 5,7"/1,74           |                        | Sucedeu Sylvia Hitchcock como Miss USA após a coroação desta como Miss Universo 1967 |
| 1968 | Dorothy Ansett         | Washington           | Kirkland                | 20    | 5'9"/1,80           | 5º Lugar               | |
| 1969 | Wendy Dascomb          | Virgínia             | Metairie                | 19    | 5'9"/1,80           | Semifinalista (Top 15) | |
| 1970 | Deborah Shelton        | Virgínia             | Norfolk                 | 21    | 5'8"/1,77           | 2º Lugar               | Atriz do seriado Dallas |
| 1971 | Michele McDonald       | Pensilvânia          | Butler                  | 18    | 5,8"/1,77           | Semifinalista (Top 12) | |
| 1972 | Tanya Wilson           | Havaí                | Honolulu                | 21    | 5'8"/1,77           | Semifinalista (Top 12) | |
| 1973 | Amanda Jones           | Illinois             | Evanston                | 22    | 5'8"/1,77           | 2º Lugar               | |
| 1974 | Karen Morrison         | Illinois             | St. Charles             | 19    | 5'11/1,56           | Semifinalista (Top 12) | |
| 1975 | Summer Bartholomew     | Califórnia           | Merced                  | 23    | 5'8"/1,73           | 3º Lugar               | |
| 1976 | Barbara Peterson       | Minnesota            | Edina                   | 22    | 5'8"/1,73           | Não-classificada       | |
| 1977 | Kimberly Tomes         | Texas                | Houston                 | 21    | 5'8"/1,77           | Semifinalista (Top 12) | |
| 1978 | Judi Anderson          | Havaí                | Honolulu                | 20    | 5'9"/1,80           | 2º Lugar               | |
| 1979 | Mary Therese Friel     | Nova York            | Pittsford               | 20    | 5"7 1/2'/1,75       | Semifinalista (Top 12) | |
| 1980 | Shawn Weatherly        | Carolina do Sul      | Sumter                  | 20    | 5'8"/1,77           | Miss Universo 1980     | |
| 1980 | Jineane Ford           | Arizona              | Gilbert                 | 20    | 5'9"/1,80           |                        | Assumiu o título de Miss USA após a coroação de Shawn Weartherly como Miss Universo 1980 |
| 1981 | Kim Seelbrede          | Ohio                 | Germantown              | 20    | 5'7"/1,74           | Semifinalista (Top 12) | |
| 1982 | Terri Utley            | Arkansas             | Cabot                   | 20    | 5'8"/1,77           | 5º Lugar               | |
| 1983 | Julie Hayek            | Califórnia           | Westwood                | 22    | 5'10"/1,55          | 2º Lugar               | |
| 1984 | Mai Shanley            | Novo México          | Alamogordo              | 21    | 5'7"/1,74           | Semifinalista (Top 10) | |
| 1985 | Laura Martinez-Herring | Texas                | El Paso                 | 21    | 5'7"/1,74           | Semifinalista (Top 10) | |
| 1986 | Christy Fichtner       | Texas                | Dallas                  | 23    | 5'8"/1,77           | 2º Lugar               | |
| 1987 | Michelle Royer         | Texas                | Keller                  | 21    | 5'11"/1,56          | 3º Lugar               | |
| 1988 | Courtney Gibbs         | Texas                | Fort Worth              | 21    | 5'9"/1,80           | Semifinalista (Top 10) | |
| 1989 | Gretchen Polhemus      | Texas                | Fort Worth              | 23    | 5'11 1/2/1,57       | 3º Lugar               | |
| 1990 | Carole Gist            | Michigan             | Detroit                 | 20    | 6'0"/1,83           | 2º Lugar               | |
| 1991 | Kelli McCarty          | Kansas               | Liberal                 | 21    | 5'6"/1,68           | Finalista (Top 06)     | |
| 1992 | Shannon Marketic       | Califórnia           | Malibu                  | 21    | 5'7"/1,74           | Semifinalista (Top 10) | |
| 1993 | Kenya Moore            | Michigan             | Detroit                 | 22    | 5'10"/1,78          | Finalista (Top 06)     | |
| 1994 | Lu Parker              | Carolina do Sul      | Charleston              | 25    | 5'10"/1,78          | Finalista (Top 06)     | |
| 1995 | Chelsi Smith           | Texas                | Deer Park               | 21    | 5'8"/1,73           | Miss Universo 1995     | |
| 1995 | Shanna Moakler         | Nova York            | Nova York               | 20    | 5'8"/1,73           | Finalista (Top 06)     | Foi Miss Rhode Island Teen USA 1992 e assumiu o título nacional com a eleição de Chelsi Smith como Miss Universo 1995; atualmente é co-diretora dos concursos Miss California USA e Miss California Teen USA |
| 1996 | Ali Landry             | Louisiana            | Cecilia                 | 22    | 5'9"/1,75           | Finalista (Top 06)     | Foi Miss Louisiana Teen USA 1990 |
| 1997 | Brook Mahealani Lee    | Havaí                | Pearl City              | 26    | 5'7"/1,70           | Miss Universo 1997     | |
| 1997 | Brandi Sherwood        | Idaho                | Boise                   | 26    | 5'7"/1,74           |                        | Foi Miss Idaho Teen USA e Miss Tenn USA 1988; assumiu o título nacional com a eleição de Brook Mahealani Lee como Miss Universo 1997                                                                         |
| 1998 | Shawnae Jebia          | Massachusetts        | Boston                  | 26    | 5'9"/1,75           | 4º Lugar               | |
| 1999 | Kimberly Pressler      | Nova York            | Franklinville           | 26    | 5'6"/1,68           |                        | Foi Miss New York Teen USA 1994 |
| 2000 | Lynette Cole           | Tennessee            | Columbia                | 22    | 5'8"/1,73           | 4º Lugar               | Foi Miss Tennessee Teen USA 1995 |
| 2001 | Kandace Krueger        | Texas                | Austin                  | 24    | 5'11"/1,80          | 3º Lugar               | |
| 2002 | Shauntay Hinton        | Distrito de Columbia | Starkville, Mississippi | 23    | 5'7"/1,70           |                        | |
| 2003 | Susie Castillo         | Massachusetts        | Lawrence                | 23    | 5'8"/1,73           | Semifinalista (Top 15) | Foi Miss Massachusetts Teen USA 1998 |
| 2004 | Shandi Finnessey       | Missouri             | Florissant              | 25    | 5'11"/1,80          | 2º Lugar               | Foi Miss Missouri 2001 |
| 2005 | Chelsea Cooley         | Carolina do Norte    | Charlotte               | 21    | 5'7"/1,70           | Semifinalista (Top 10) | Foi Miss North Carolina Teen USA 2000 |
| 2006 | Tara Conner            | Kentucky             | Russell Springs         | 20    | 5'4"/1,63           | 5º Lugar               | Foi Miss Kentucky Teen USA 2002 |
| 2007 | Rachel Smith           | Tennessee            | Clarksville             | 21    | 5'11"/1,80          | 5º Lugar               | Foi Miss Tennessee Teen USA 2002 |
| 2008 | Crystle Stewart        | Texas                | Missouri City           | 26    | 5'9"/1,75           | Semifinalista (Top 10) | |
| 2009 | Kristen Dalton         | Carolina do Norte    | Wilmington              | 22    | 5'7"/1,70           | Semifinalista (Top 10) | |
| 2010 | Rima Fakih             | Michigan             | Dearborn                | 24    | 5'8"/1,73           |                        | |
| 2011 | Alyssa Campanella      | Califórnia           | Los Angeles             | 21    | 5'8"/1,73           | Semifinalista (Top 16) | Foi Miss New Jersey Teen USA 2007 |
| 2012 | Olivia Culpo           | Rhode Island         | Cranston                | 20    | 5'5 1/2"/1,66       | Miss Universo 2012     | |
| 2012 | Nana Meriwether        | Maryland             | Potomac                 | 27    | 6'0"/1,83           |                        | Assumiu o título de Miss USA após a coroação de Olivia Culpo como Miss Universo 2012 |
| 2013 | Erin Brady             | Connecticut          | East Hampton            | 26    | 5'8"/1,73           | Semifinalista (Top 10) | |
| 2014 | Nia Sanchez            | Nevada               | Las Vegas               | 25    | 5'8"/1,73           | 2º Lugar               | |
| 2015 | Olivia Jordan          | Oklahoma             | Tulsa                   | 26    | 5'11/1,80           | 3ºLugar                | |
| 2016 | Deshauna Barber        | Distrito de Columbia | Washington, D.C.        | 26    | 5'10''/1,78         | Semifinalista (Top 09) | |
| 2017 | Kára McCullough        | Distrito de Columbia | Washington, D.C.        | 25    | 5'10''/1,78         | Semifinalista (Top 10) | |
| 2018 | Sarah Rose Summers     | Nebraska             | Omaha                   | 23    | 5'5"/1,65           | Semifinalista (Top 20) | Foi Miss Nebraska Teen USA 2012 |
| 2019 | Cheslie Kryst          | Carolina do Norte    | Charlotte               | 28    | 5'7"/1,70           | Semifinalista (Top 10) | |
| 2020 | Asya Branch            | Mississipi           | Booneville              | 22    | 5'7"/1,63           | Semifinalista (Top 20) | |
| 2021 | Elle Smith             | Kentucky             | Germantown              | 22    | 5'7"/1,63           | Semifinalista (Top 10) | |